# Kvarnmuseum Lemkenhafen

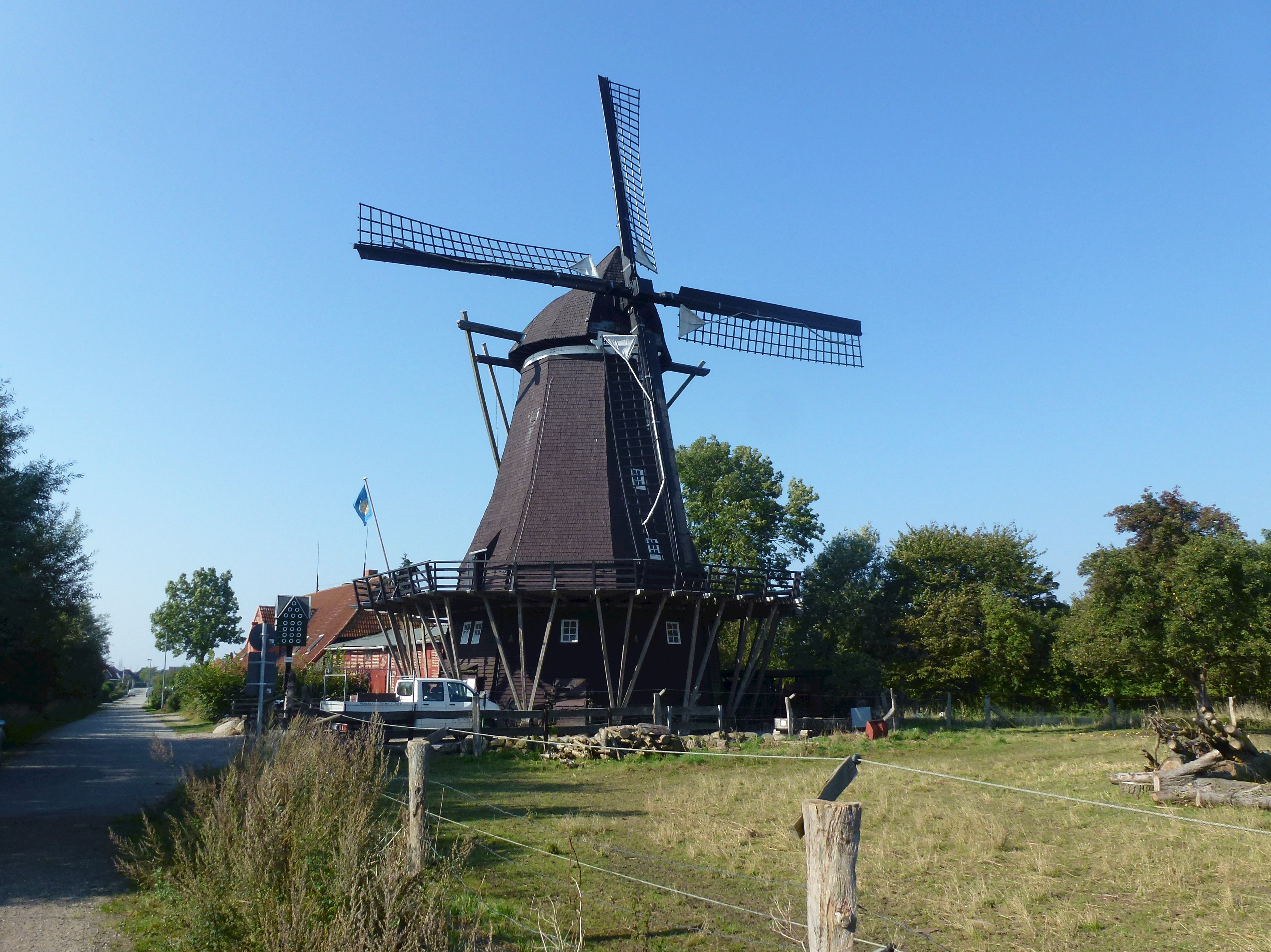
Kvarnen Lemkenhafen, 2014

Kvarnmuseum Lemkenhafen ligger i den gamla segelvindkvarn "Jachen Flünk" i Lemkenhafen på ön Fehmarn i distriktet Ostholstein i Schleswig-Holstein. Sedan 1961 finns det en kvarn och ett jordbruksmuseum i den byggnadsminne.

## Historia
Kvarnen "Jachen Flünk" är en holländsk väderkvarn som spannmålshandlaren och skeppsredaren Joachim Rahlff (1756–1830) lät bygga 1787.
Spannmålen som odlades på Fehmarn maldes till gryn och pärlkorn i kvarnen och exporterades sedan lönsamt till de nordiska länderna. Kvarnen fick namnet "Jachen Flünk" efter en tidigare ägare omkring 1848. Vid sekelskiftet 1900 var fem till sex gesäller och andra arbetare anställda vid kvarnen. Under första hälften av 1900-talet gick kvarnverksamheten inte längre så bra och 1954 lades kvarnen ned.
Rivningen var nära förestående och 1958 övertogs "Jachen Flünk" av förbundslandet Schleswig-Holstein. Detta följdes av omfattande renoveringsarbeten, under vilka maskinerna återställdes till funktionsdugligt skick. Därefter överlämnades "Jachen Flünk" till Verein zur Sammlung Fehmarnscher Altertümer e. V. och placerades under byggnadsminne. Sedan den 16 juni 1961 är kvarnen öppen för allmänheten som ett kvarn- och jordbruksmuseum. Idag är "Jachen Flünk" den äldsta helt bevarade väderkvarnen i Schleswig-Holstein som är fullt funktionell med vindsegel.

## Bilder av kvarnen

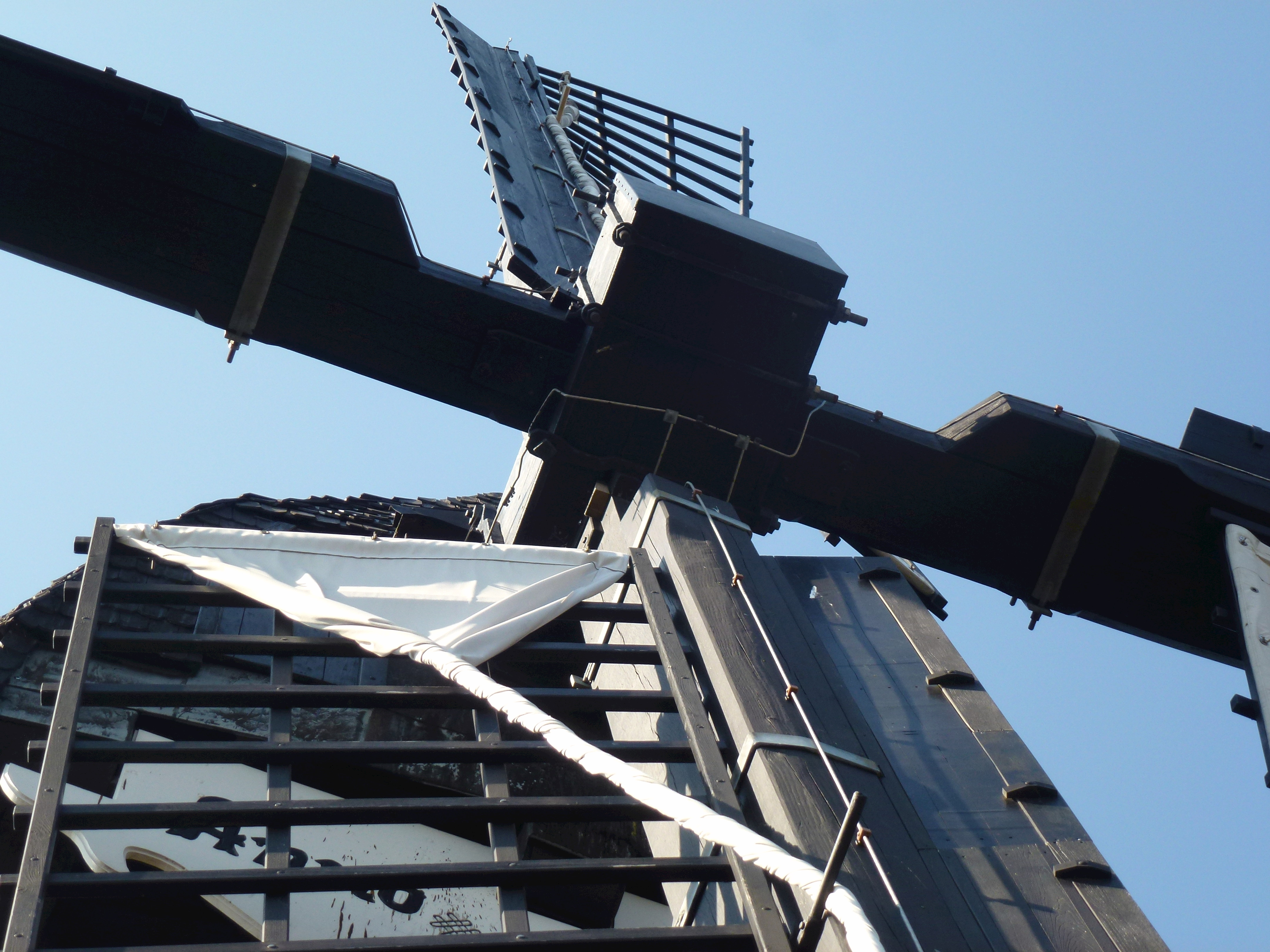
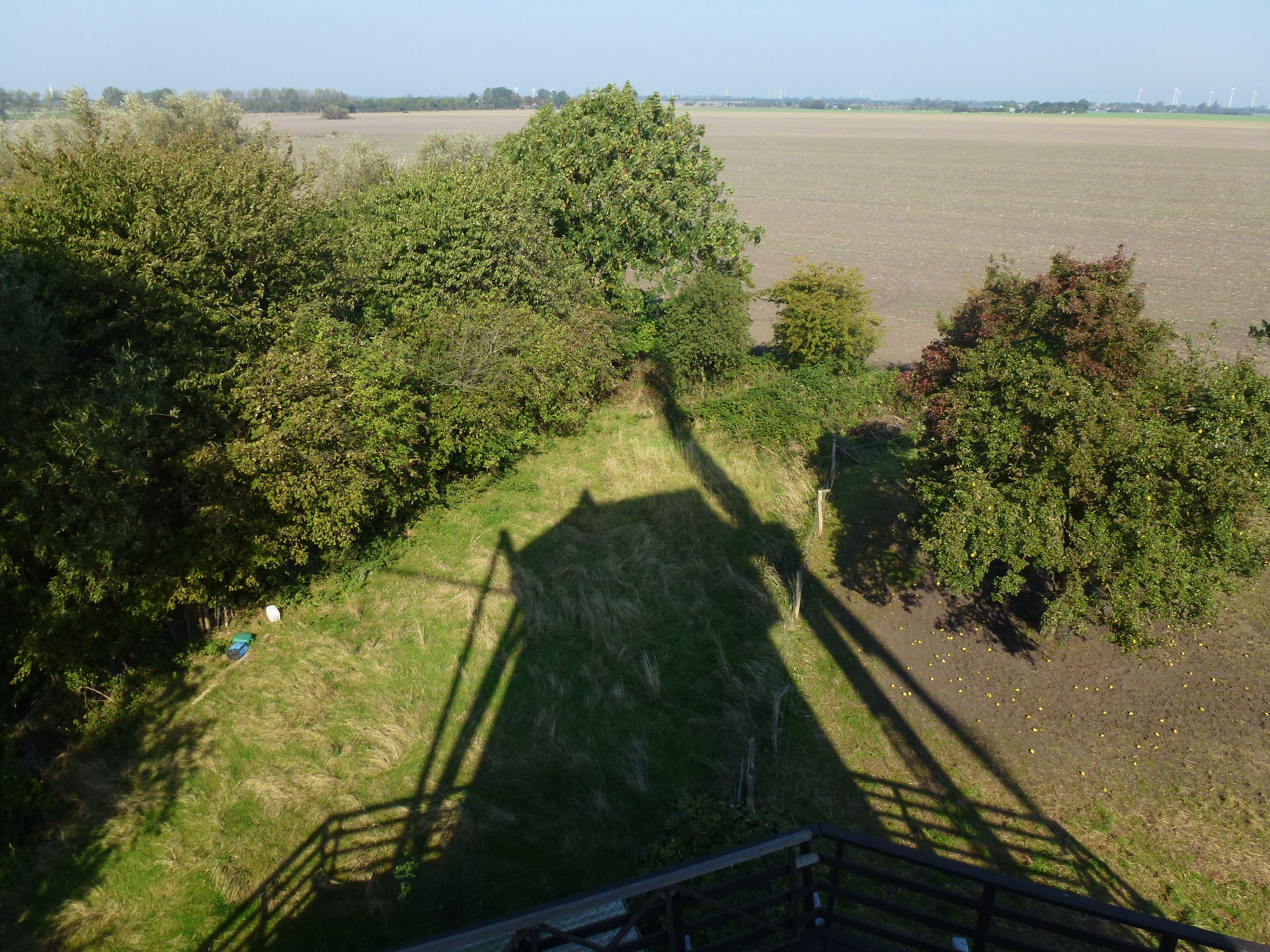
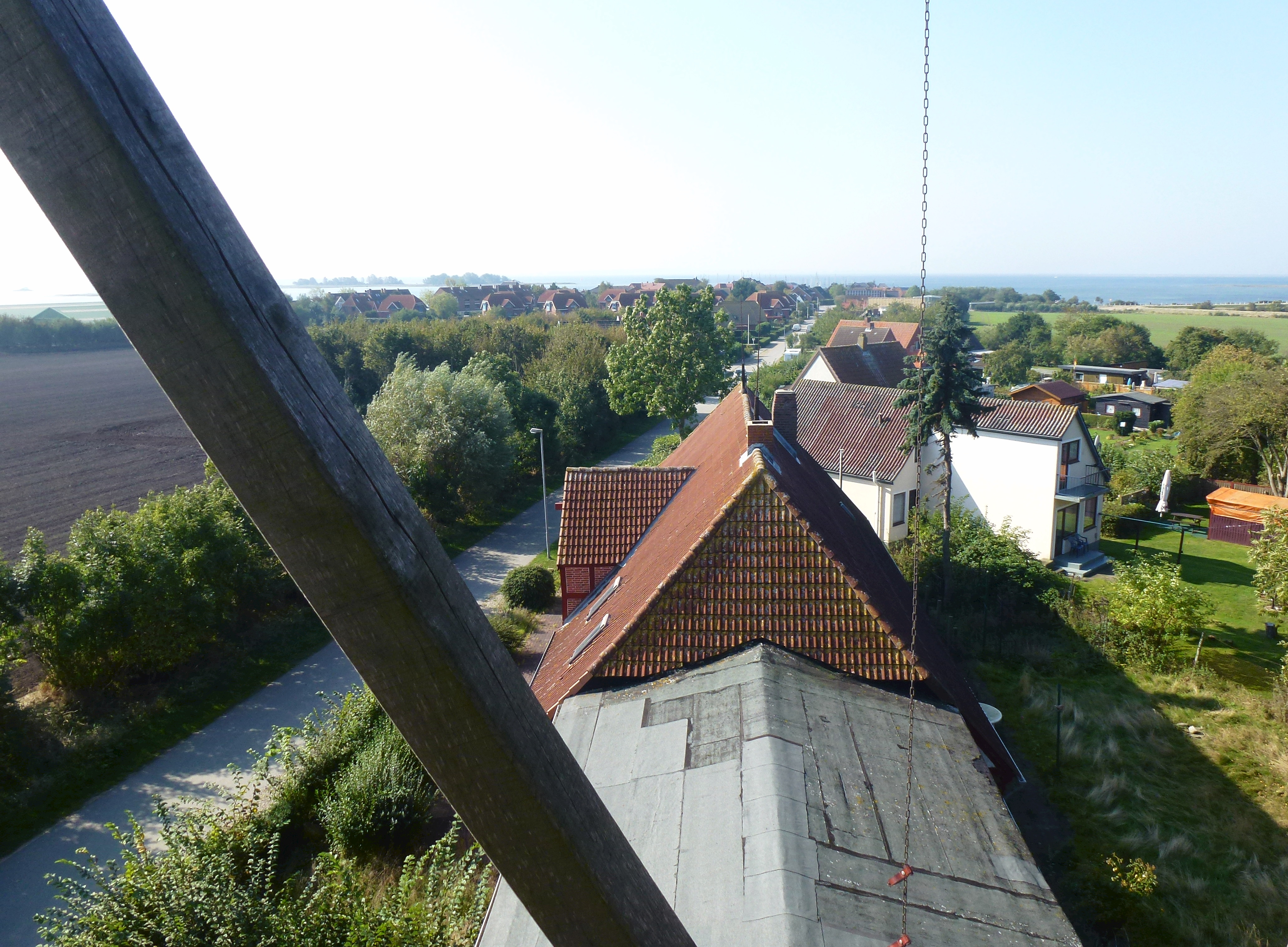
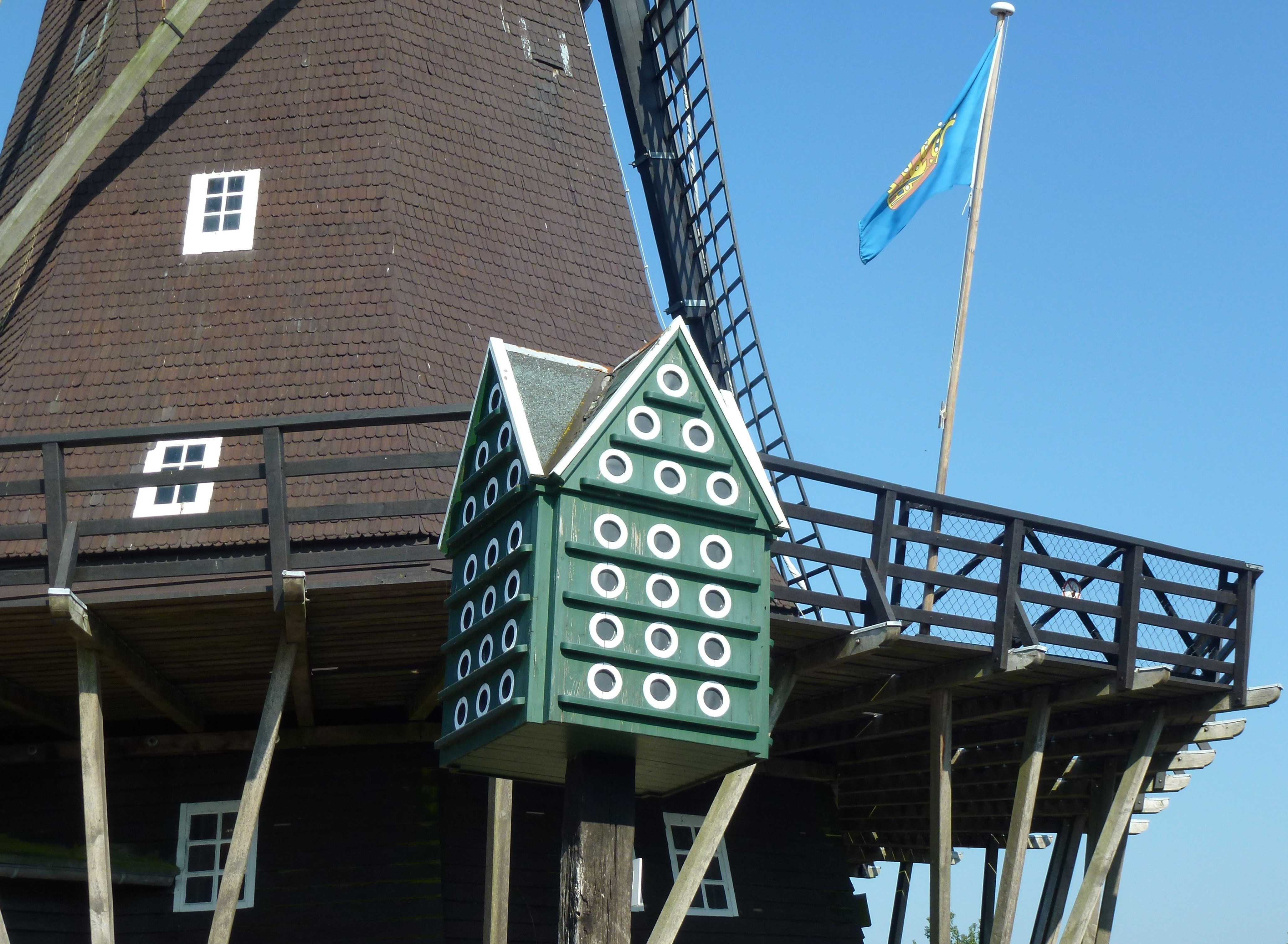

## Museum
Mellan 1964 och 1965 omvandlades fem av de sex våningarna  i kvarnen och det angränsande spannmålsmagasinet till ett museum.
Här kan besökarna se kvarnens historiska maskiner och lära sig mer om dess historia och de mjölnare som drev den. Dessutom visas modeller av Fehmarn-gårdar och en fullt utrustad smedja. Jordbruksredskap, historiska dokument och gamla fotografier illustrerar livet och arbetet för människorna på Fehmarn vid den tiden.

## Bilder från museet

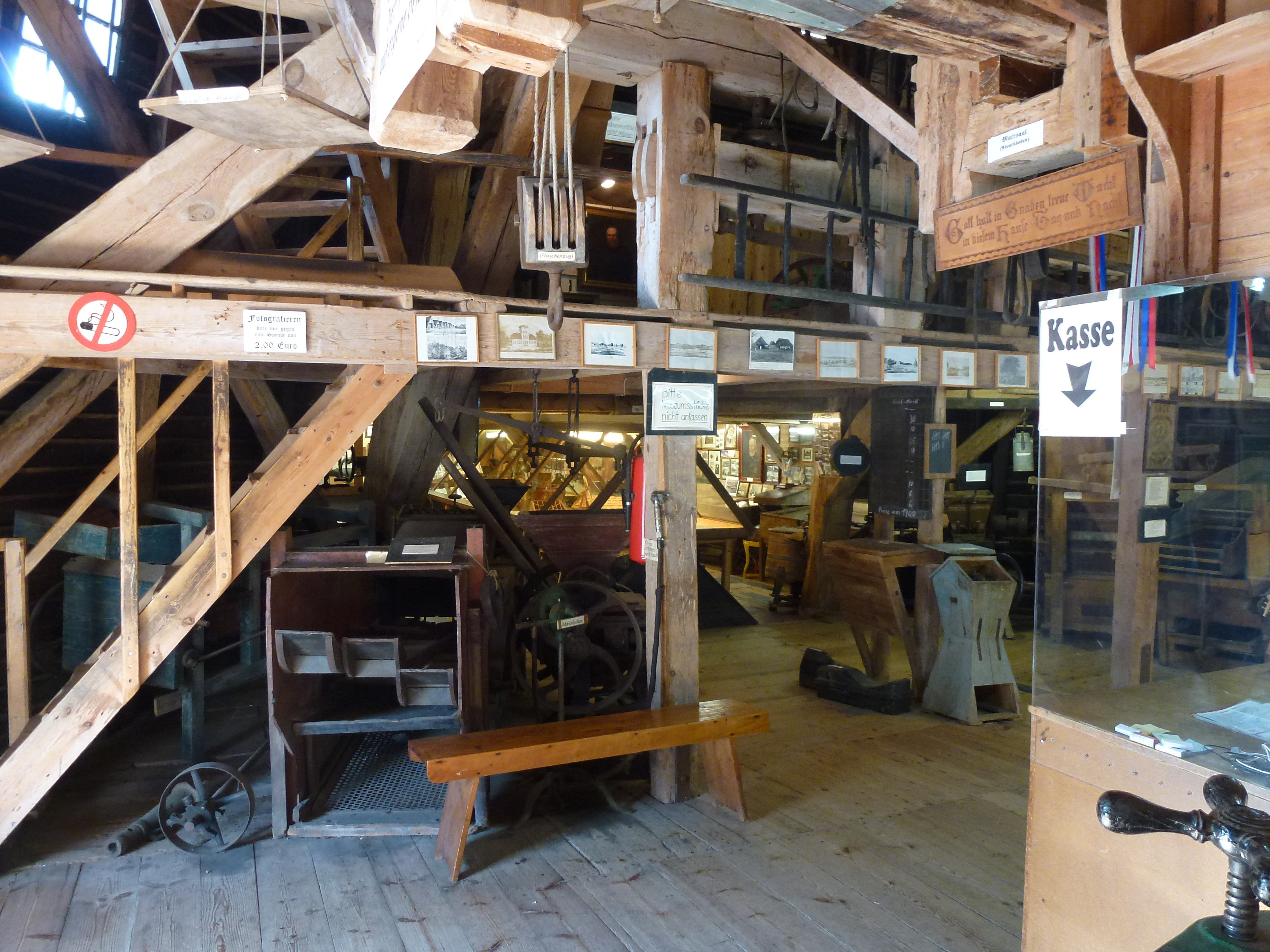
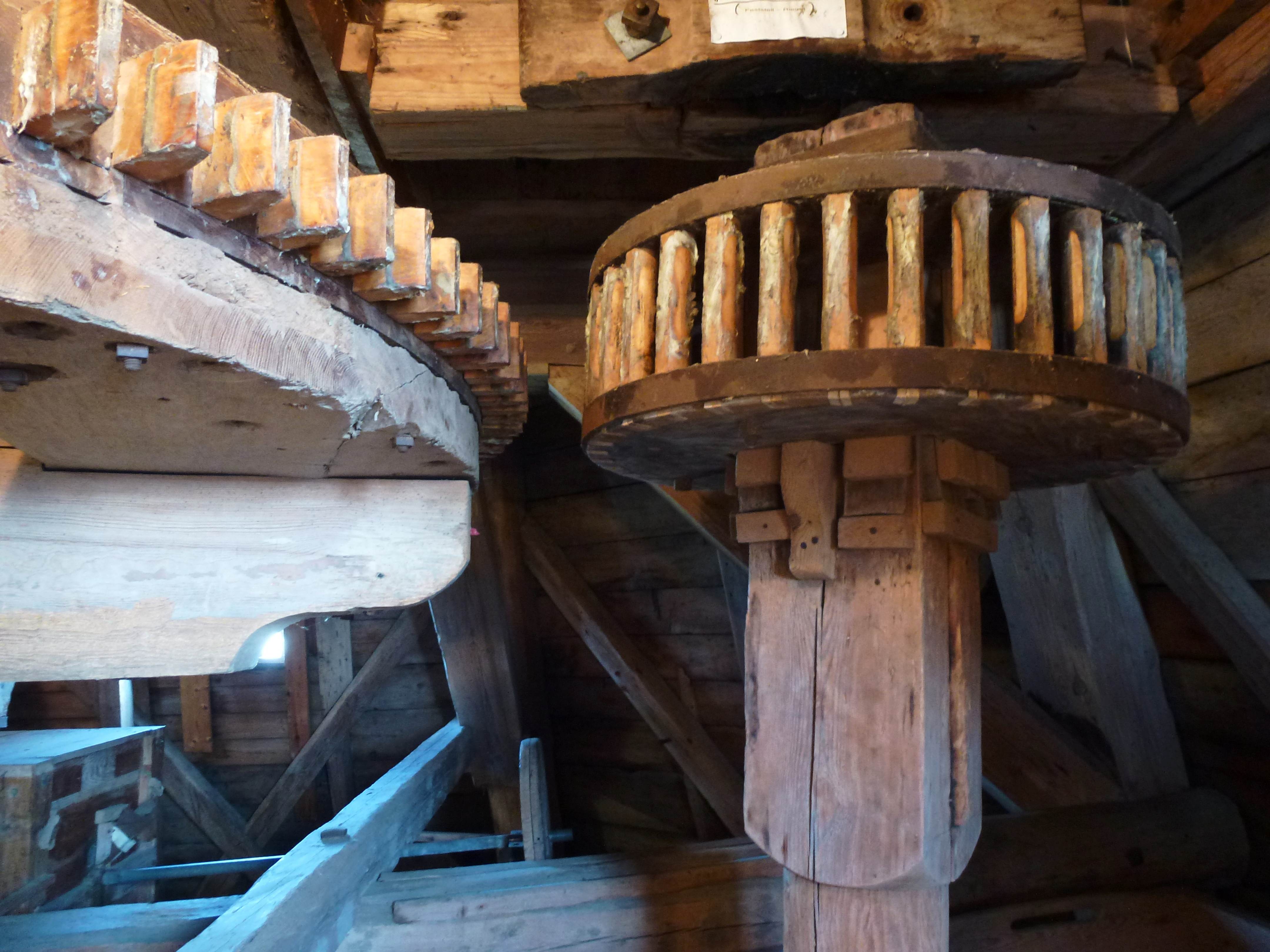
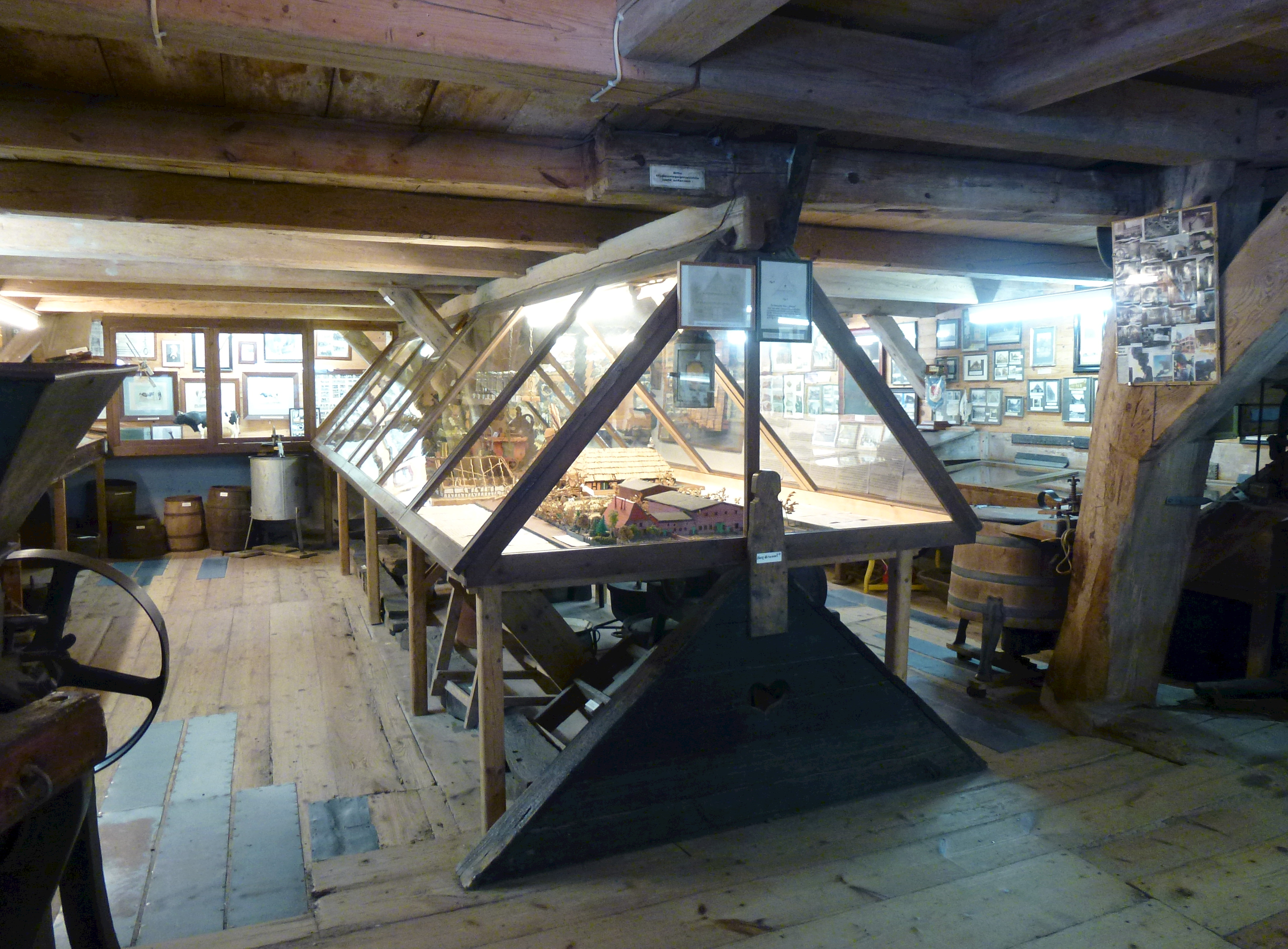
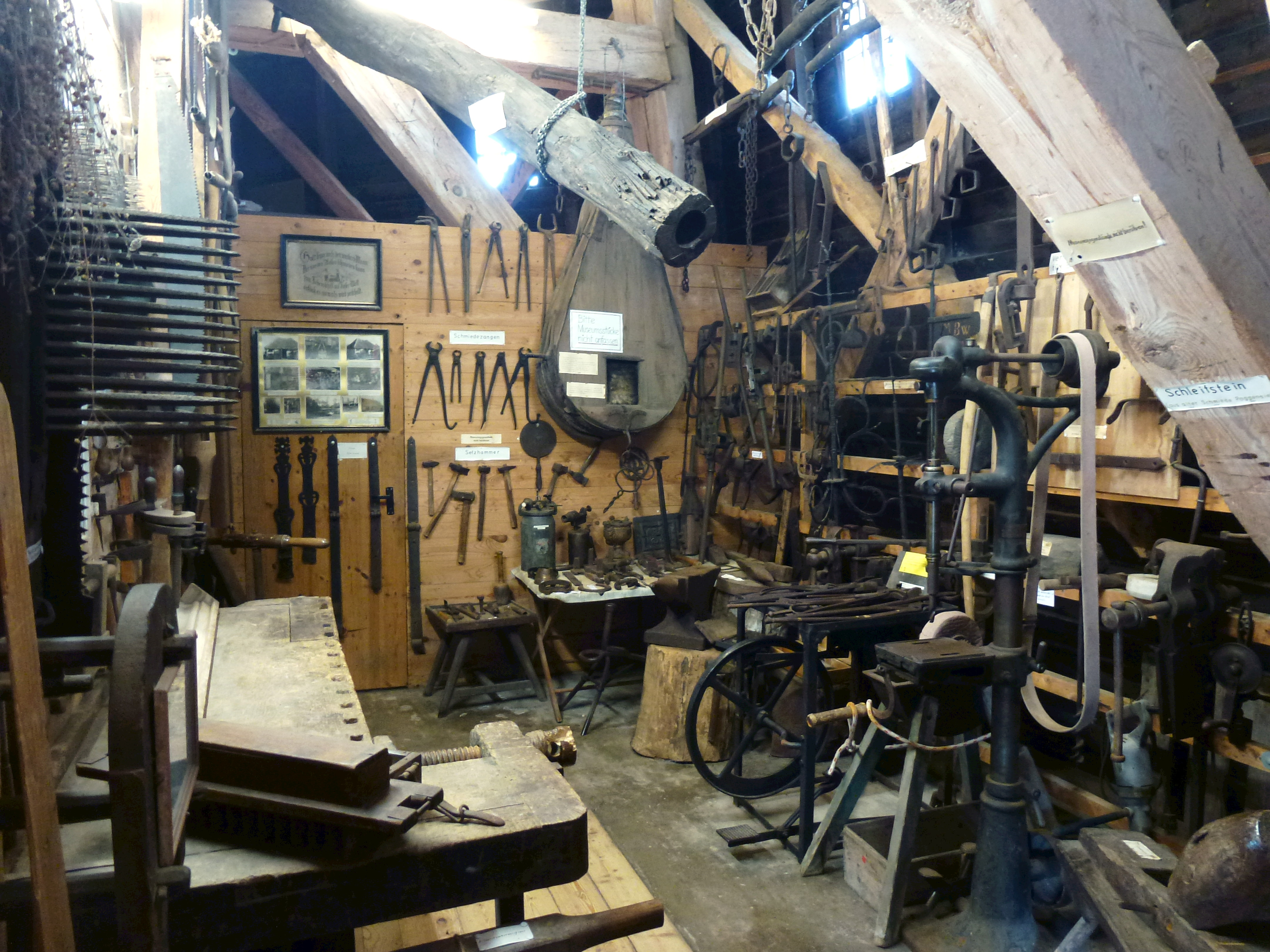

## Webblänkar
- Wikimedia Commons har media som rör Mühlenmuseum Lemkenhafen.